# Aculepeira carbonarioides
Aculepeira carbonarioides (Keyserling, 1892) è un ragno appartenente alla famiglia Araneidae.

## Etimologia
Il nome proprio deriva dall'aggettivo latino carbonarius, cioè del colore del carbone, con riferimento alla colorazione di fondo, grigio cenere, e ai bordi del disegno bianco sull'opistosoma, marcatamente neri, e dal suffisso greco ὁῖδες, cioè -òides, che significa che appare simile, che somiglia, ad indicare i vari caratteri in comune con A. carbonaria.

## Caratteristiche
Il cefalotorace è di colore bruno-rossastro, la parte anteriore della testa è bruno-giallognola. I cheliceri sono di colore bruno-rossastro scuro. Le zampe sono marrone scuro. L'opistosoma è grigio scuro, con macchie bianche.
I maschi hanno lunghezza del corpo totale di 6,5-10,4 mm.
Le femmine hanno lunghezza del corpo totale di 10,1-12,9 mm.

## Distribuzione
La specie è stata reperita negli USA e in Canada; in Russia (dalla parte europea all'Estremo oriente).

## Tassonomia
Al 2021 non sono note sottospecie e dal 2003 non sono stati esaminati nuovi esemplari.

## Galleria d'immagini

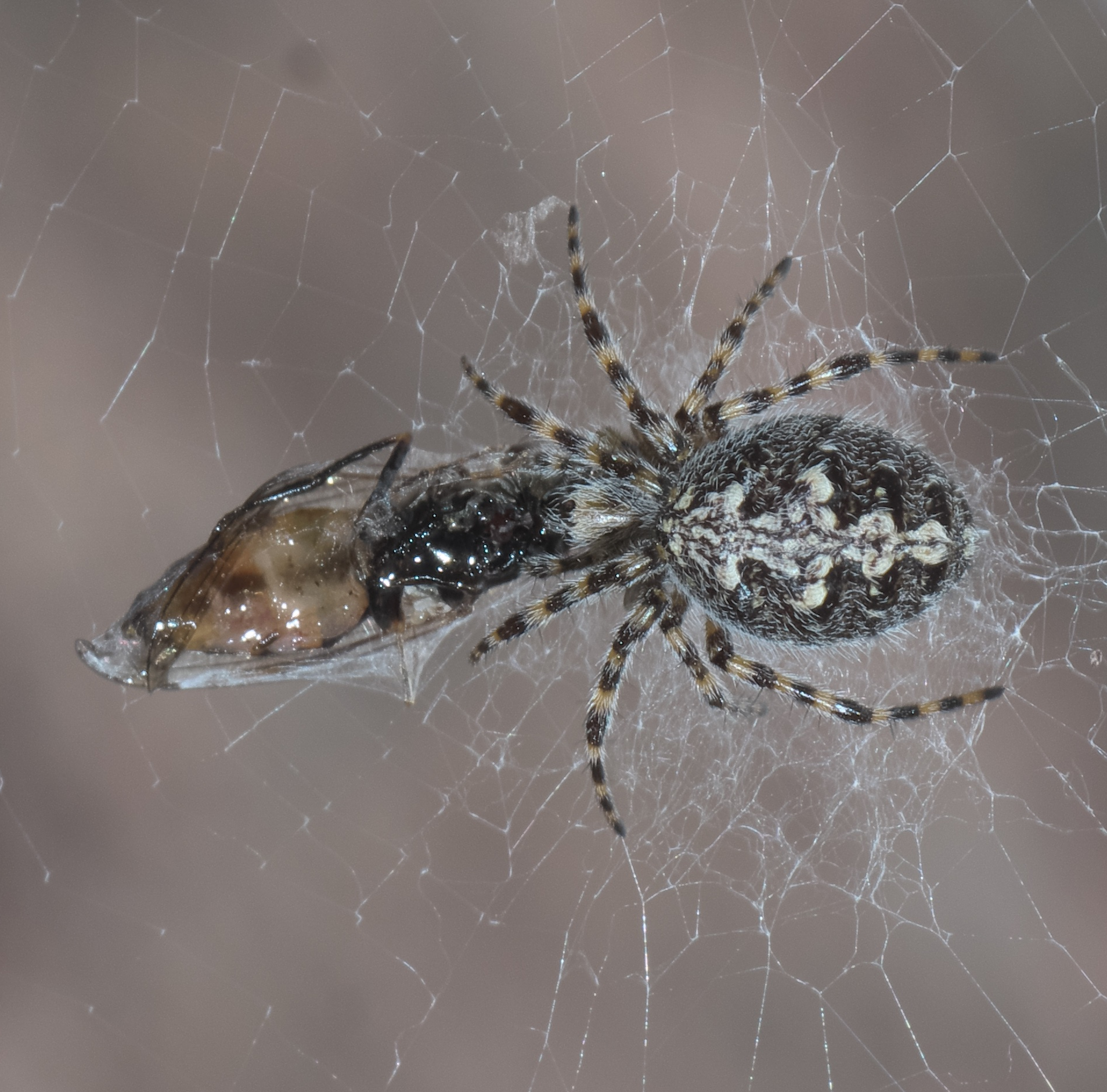
Esemplare che sta imbozzolando un dittero
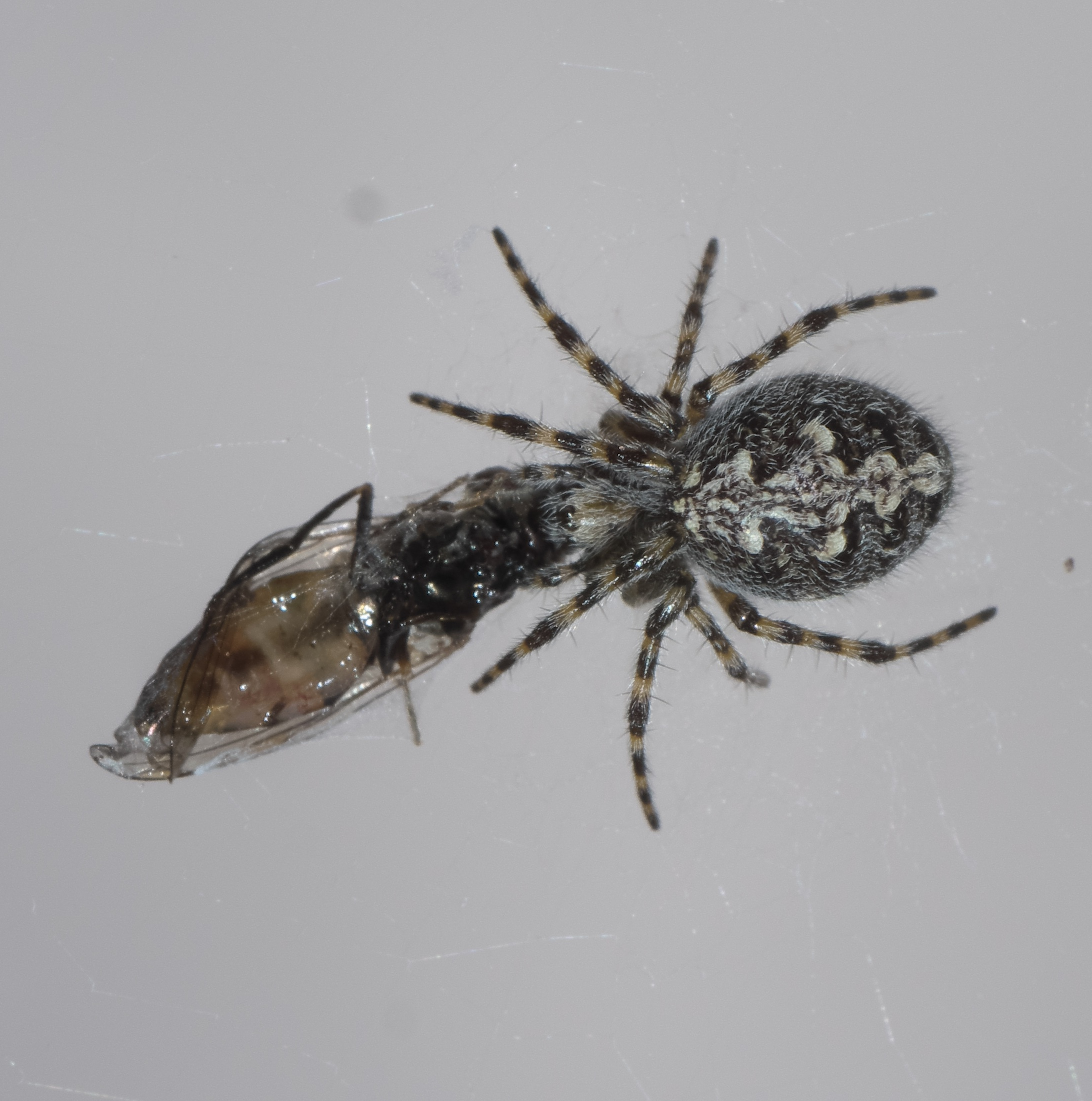
Femmina, sta predando un dittero